# Camptochilus bisulcus
Camptochilus bisulcus är en fjärilsart som beskrevs av Chu och Wang 1992. Camptochilus bisulcus ingår i släktet Camptochilus och familjen Thyrididae. Inga underarter finns listade i Catalogue of Life.